# Binatlı, Suruç
Binatlı là một xã thuộc huyện Suruç, tỉnh Şanlıurfa, Thổ Nhĩ Kỳ. Dân số thời điểm năm 2011 là 665 người.